# Graff (Familienname)
Graff ist ein deutscher Familienname.

## Familien
- Graff, Übersicht über die wappenführenden adeligen und bürgerlichen Geschlechter dieses Namens

## Namensträger
- Agnieszka Graff (* 1970), polnische Schriftstellerin, Publizistin, Wissenschaftlerin und feministische Aktivistin
- Anna Lena Graff (* 1985), deutsche Schauspielerin
- Anton Graff (1736–1813), Schweizer Maler
- Anton Graff (Oberkreisdirektor) (1900–1974), deutscher Verwaltungsjurist
- Anton Graff (Offizier) (1769–1805), österreichischer Oberst, Freiherr
- Carl Anton Graff (1774–1832), deutscher Maler und Zeichner
- Carl Ludwig Theodor Graff (1844–1906), deutscher Architekt
- Charlotte Graff (1782–1831), deutsche Theaterschauspielerin und Opernsängerin, siehe Charlotte Dorothea Böheim
- Dorothea Maria Graff (1678–1743), Naturforscherin und Künstlerin
- Eberhard Gottlieb Graff (1780–1841), deutscher Sprachforscher
- Elias Graff (1575–1632), deutscher Theologe
- Erich Graff (1607–1683), deutscher Rechtswissenschaftler
- Ester Graff (1897–1991), dänische Geschäftsfrau und Feministin
- Franz Leopold Graff (1719–1779), österreichischer Komponist
- Friedrich Heinrich Graff (1688–1732), deutscher Jurist
- Fritz Graff (1858–1929), deutscher Politiker, Oberbürgermeister von Bochum (1904–1925)
- Gerhard Graff (1670–1723), deutscher Jesuit
- Jakob Graff (1820–1906), deutscher Architekt von Eisenbahngebäuden
- Jean Graff (* 1964), luxemburgischer Diplomat
- Jessie Graff (* 1984), US-amerikanische Sportlerin und Stuntfrau
- Johann Andreas Graff (1636–1701), Nürnberger Maler, Zeichner, Kupferstecher und Verleger
- Johann Anton Graff (1741–1807), österreichischer Generalmajor
- Johann Dietrich Christian Graff (1732–1771), deutscher Organist und Komponist
- Johann Jakob Graff (1768–1848), deutscher Schauspieler
- Johann Leonhard Graff (1688–1729), deutscher Mathematiker
- Jörg Graff (1480–1542), deutscher Poet und Bänkelsänger
- Joseph V. Graff (1854–1921), US-amerikanischer Politiker
- Kasimir Graff (1878–1950), deutscher Astronom
- Kurt Graff (* 1930), deutscher Pädagoge
- Laurence Graff (* 1938), britischer Juwelier
- Lucien Graff (1918–unbekannt), Schweizer Weitspringer
- Ludwig Graff de Pancsova (1851–1924), ungarisch-österreichischer Zoologe
- Martin Graff (1944–2021), Elsässer Autor, Kabarettist und Filmemacher
- Martin Graff (Zisterzienser) (1678–1741), Abt des Klosters Neuzelle
- Michael Graff (1937–2008), österreichischer Politiker
- Otto Graff (Maler) (1915–1997), deutscher Maler
- Otto Graff (Zoologe) (1917–2014), deutscher Zoologe und Bodenkundler
- Patricio Graff (* 1975), argentinischer Fußballspieler
- Paul Graff (1878–1955), deutscher Theologe
- Peter-Christian Müller-Graff (* 1945), deutscher Rechtswissenschaftler
- Petra Hüttis-Graff (* 1957), deutsche Fachdidaktikerin
- Philipp Graff (1813–1851), deutscher Mechaniker, Optiker und Daguerreotypist
- Siegfried Hoppe-Graff (* 1949), deutscher Psychologe
- Sigmund Graff (1898–1979), deutscher Schriftsteller
- Sunny Graff (* 1951), US-amerikanische Frauenrechtlerin und Taekwondoin
- Uta Graff (* 1970), deutsche Architektin und Universitätsprofessorin
- Wilhelm Graff (19. Jahrhundert), deutscher Buchhändler und Verleger